# Zhongba, Guangdong
Zhongba  är en köping i sydöstra Kina. Den ligger i Zijin härad i staden Heyuan i provinsen Guangdong, omkring 220 kilometer öster om provinshuvudstaden Guangzhou. Antalet invånare är 32 023. Befolkningen består av 16 826 kvinnor och 15 197 män. Barn under 15 år utgör 33 %, vuxna 15-64 år 56 %, och äldre över 65 år 9,0 %.